# Adrian Leijer
Adrian Leijer (ur. 25 marca 1986 w Dubbo) – australijski piłkarz występujący na pozycji obrońcy w Suwon FC.

## Kariera klubowa
Leijer swoją piłkarską karierę rozpoczynał w juniorskich zespołach Dubbo oraz Geelong. Trenował również w szkółce piłkarskiej Victorian Institute of Sport. Zawodową karierę rozpoczął w roku 2003 w zespole Melbourne Knights. W drużynie tej rozegrał 20 ligowych spotkań, po czym przeszedł do klubu z tego samego miasta, Melbourne Victory. W pierwszym sezonie zagrał w tej drużynie jeden mecz, zaś w następnym wystąpił w dwudziestu spotkaniach oraz zdobył jedną bramkę. W sezonie 2006/2007 wraz ze swoim zespołem został mistrzem kraju i sam został wybrany najlepszym piłkarzem młodego pokolenia w A-League.
Po tym wydarzeniu, w sierpniu 2007 roku podpisał kontrakt z angielskim Fulham. Przez półtora roku w londyńskim zespole nie zadebiutował. W lutym 2009 roku został wypożyczony do końca sezonu do Norwich City. W zespole tym zadebiutował w ligowym spotkaniu z Cardiff City. Do maja w drużynie Norwich Leijer wystąpił jeszcze trzy razy, po czym powrócił do Fulham.
W sierpniu 2009 roku Leijer powrócił do Melbourne Victory. W 2015 przeszedł do Chongqing Lifan, a w 2016 do Suwon FC.

## Kariera reprezentacyjna
W lutym 2003 roku zadebiutował w reprezentacji Australii do lat 17, w której wystąpił łącznie 11 razy. Wraz z nią wystąpił na Mistrzostwach Świata, na których zaliczył trzy występy. Leijer wraz z kadrą do lat 20, w której wystąpił 10 razy zagrał na Młodzieżowych Mistrzostwach Świata w 2005 roku. W kwietniu 2006 roku zadebiutował w reprezentacji do lat 23. Wystąpił w niej łącznie 23 razy i zagrał na Igrzyskach Olimpijskich w 2008 roku.
W pierwszej kadrze pierwszy raz wystąpił w marcu 2008 roku w towarzyskim spotkaniu z Singapurem.